# Watchtower (bài hát)
"Watchtower" là đĩa đơn thứ năm của ca sĩ nhạc rap người anh Devlin, và là đĩa đơn chủ đạo trong album phòng thu thứ hai của anh A Moving Picture (2013). Bài hát có sự góp mặt của ca sĩ-nhạc sĩ người Anh Ed Sheeran và được sản xuất bởi Labrinth. "Watchtower" được phát hành vào 16 tháng 8 năm 2012 và xuất phát trên UK Singles Chart vào ngày 26 tháng 8 năm 2012 ở vị trí thứ 7 - trở thành đĩa đơn xếp hạng cao nhất cũng như đĩa đơn duy nhất lọt vào top 10 từ trước đến giờ của Devlin và là đĩa đơn thứ 5 lọt vào top 10 của Ed Sheeran. Bài hát lấy mẫu chủ yếu từ đoạn điệp khúc trong bài hát "All Along the Watchtower" của Bob Dylan. Bài hát còn lấy mẫu đoạn nhạc nhanh từ bản hát lại của tay ghi-ta Jimi Hendrix. Bài hát cũng được sử dụng trong 2 Guns, phim hài hành động năm 2013 của Denzel Washington và Mark Wahlberg.

## Video âm nhạc
Video âm nhạc chính thức được đăng tải trên kênh VEVO của Devlin vào ngày 4 tháng 7 năm 2012 do Corin Hardy đạo diễn.

## Danh sách bài hát
1. "Watchtower (Radio Edit)" (với Ed Sheeran) — 3:39
2. "London City Part II" — 2:52
3. "My Moving Picture" — 3:52
4. "Watchtower (Instrumental)" - 4:32

## Xếp hạng
| Bảng xếp hạng (2012) | Vị trí cao nhất |
| -------------------- | --------------- |
| Ireland (IRMA)       | 74              |
| Scotland (OCC)       | 9               |
| Anh Quốc Dance (OCC) | 3               |
| Anh Quốc (OCC)       | 7               |